# Ветеринар

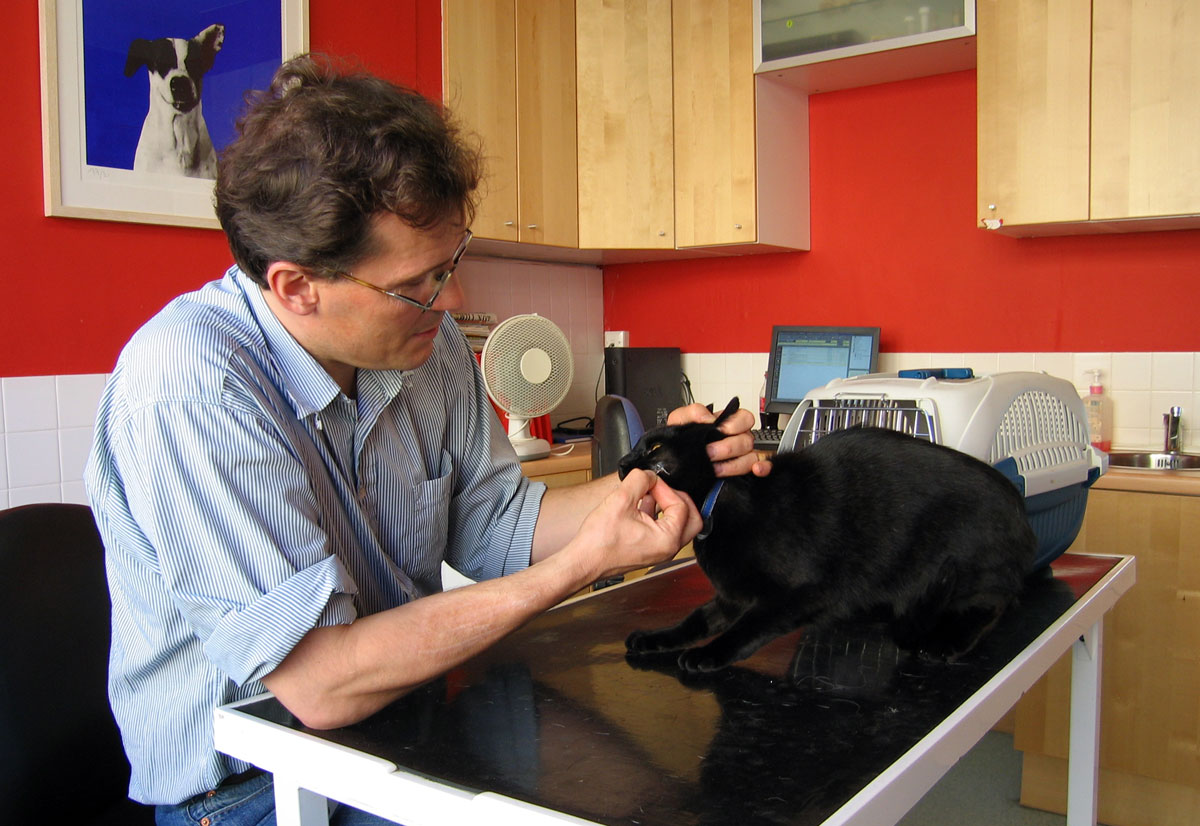
ветеринар під час хірургічної операції кота

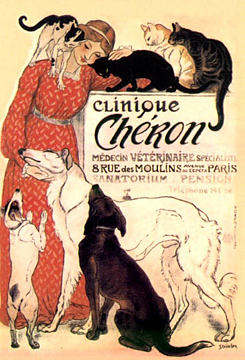
Худ. Теофіль Стейнлен. Реклама ветеринарної клініки, 1905 р., кольорова літографія

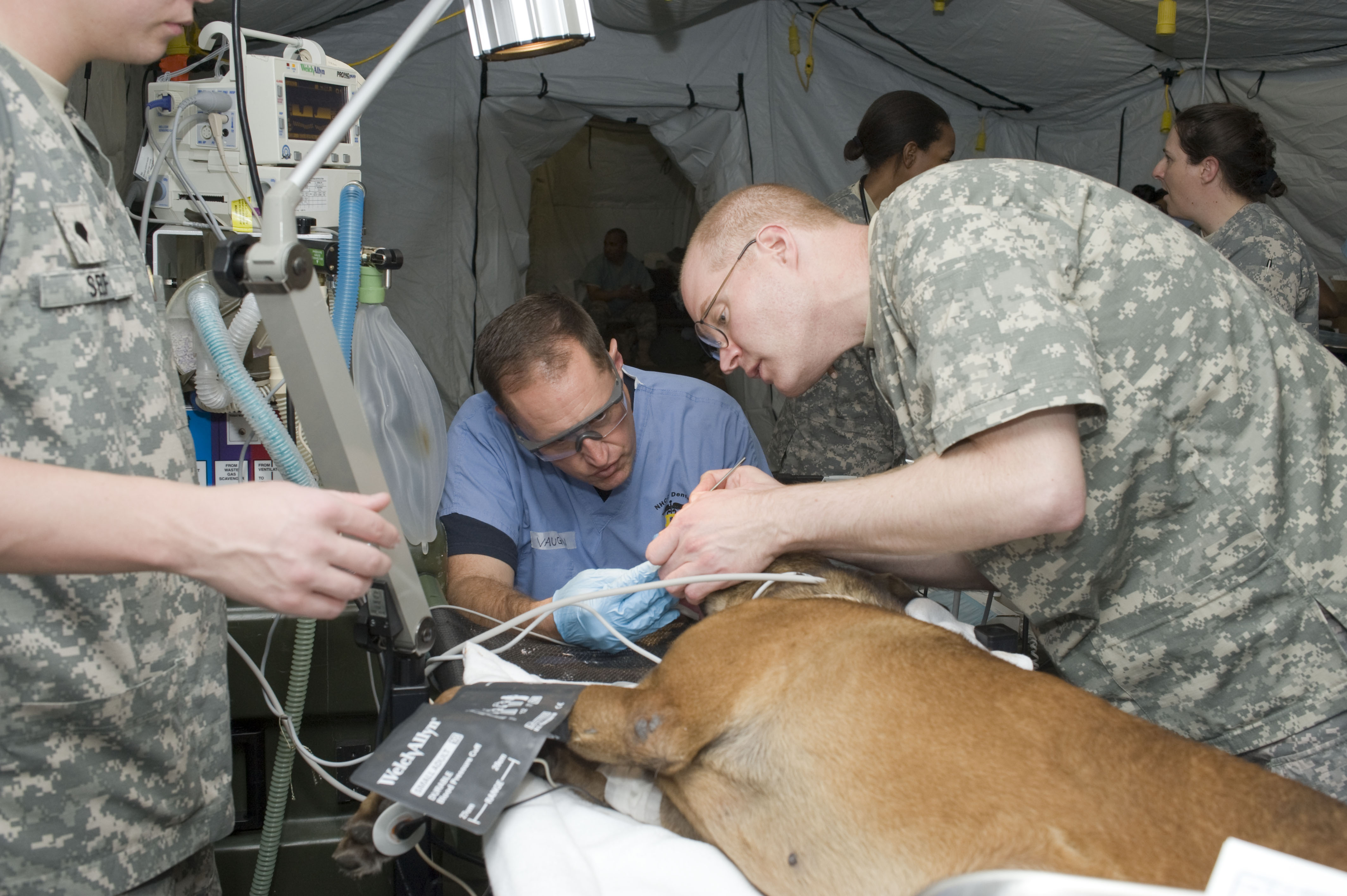
Ветеринарні техніки армії США при допомозі в операції на військовому собаці

Ветерина́р (лікар ветеринарної медицини, ветеринарний фельдшер, ветеринарний технік) — фахівець у галузі ветеринарних наук; спеціаліст, що займається ветеринарією.
Термін «Ветеринар» був вперше використаний у пресі Томасом Брауном в 1646 році.
Лі́кар ветерина́рної медици́ни — лікар, що спеціалізується на роботі з тваринами. Фахівець, що постійно працює в закладі ветеринарної медицини чи ветеринарній аптеці, або фізична особа — підприємець, яка має кваліфікацію лікаря ветеринарної медицини та отримала ліцензію на здійснення певних видів діяльності в галузі ветеринарної медицини (у тому числі з ветеринарної практики, виробництва ветеринарних препаратів, роздрібної, гуртової торгівлі ветеринарними препаратами, проведення дезінфекційних, дезінсекційних та дератизаційних робіт).
Фе́льдшер ветерина́рної медици́ни або ветерина́рний фе́льдшер — кваліфікація молодшого спеціаліста з ветеринарною освітою. На роботі в організаціях і підприємствах, пов'язаних з утриманням, розведенням та виробничим використанням тварин, забоєм худоби, переробкою продукції і сировини тваринного походження безпосередньо підкоряється зоотехніку та/або ветеринарному лікарю. Під керівництвом ветеринарного лікаря та/або зоотехніка надає лікувальну та профілактичну допомогу тваринам, проводить огляди тварин, організовує підготовку тварин до огляду та лікування, здійснює підготовку інструментів та матеріалів, що використовуються для лікування тварин, забезпечує утримання їх у належному стані; консультує з питань лікування, профілактики захворювань та санітарних норм утримання тварин; здійснює контроль за санітарним станом приміщень, кормів та устаткування, проведенням їх санітарної обробки, а також здійснює обслуговування тварин, що знаходяться на карантині, в ізоляторі, на стаціонарному лікуванні; виконує технічні обов'язки по штучному осіменінні сільськогосподарських тварин, або обов'язки оператора по штучному осіменінні сільськогосподарських тварин.

## Етимологія
Запозичення з латинської мови; лат. veterinãrius «ветеринар; такий, що стосується робочої худоби, призначений для худоби»; за іншим припущенням (Никольський Ф. З. 1893 V 69), лат. veterinãrius є еклектичним утворенням з кельтських слів vee «худоба», «teeren» хворіти і arts «медик», отже — «лікар хворої худоби».

## Освіта та регулювання
В Україні підготовка лікарів, фельдшерів та техніків ветеринарної медицини провадиться лише стаціонарно.
Випускникам закладів ветеринарної освіти відповідно до Закону України «Про освіту» присвоюється кваліфікація, яку залежно від рівня і обсягу державної освіти забезпечують:
- молодшого спеціаліста (фельдшера ветеринарної медицини, техніка ветеринарної медицини) — відповідні технікуми ветеринарної медицини чи училища;

- лікаря ветеринарної медицини — коледжі ветеринарної медицини, інститути, академії, університети, інші заклади освіти еквівалентного рівня;

- бакалавра ветеринарної медицини — коледжі ветеринарної медицини, інститути, академії, університети, інші заклади освіти еквівалентного рівня;

- магістра ветеринарної медицини — інститути ветеринарної медицини, академії, університети, інші освіти заклади, що мають відповідний сертифікат.

### Перелік напрямів, за якими здійснюється підготовка фахівців
Ветеринарні фахівці з 2011/2012 навчального року готуються за такими напрямами:
- (шифри галузі знань: 5.11010101, 6.110101) «ветеринарна медицина» (фельдшери та бакалаври ветеринарної медицини),
- (шифри галузі знань: 7.110101, 8.11010101) «ветеринарна медицина (за видами)» (спеціалісти і магістри ветеринарної медицини)
- «ветеринарно-санітарна експертиза, якість та безпека продукції тваринництва» (спеціалісти і магістри ветеринарної медицини)
- «ветеринарна гігієна та санітарія» (спеціалісти і магістри ветеринарної медицини)
- «ветеринарна фармація, лабораторна діагностика хвороб тварин, ветеринарна біотехнологія» (спеціалісти і магістри ветеринарної медицини)

### Освітньо-кваліфікаційний рівень «Молодший спеціаліст»
- Період навчання (роки, кредити ЄКТС) — 2-3 роки (120—180 ЄКТС), (3-4 роки на основі БЗСО).
- Документ про освіту — диплом молодшого спеціаліста

| Шифр галузі | Найменування галузі знань | Напрям підготовки    | Код напряму підготовки |
| ----------- | ------------------------- | -------------------- | ---------------------- |
| 1101        | Ветеринарія               | ветеринарна медицина | 5.11010101             |

### Освітньо-кваліфікаційний рівень «Бакалавр»
- Період навчання (роки, кредити ЄКТС) — 3-4 роки (180—240 ЄКТС) (2-3 роки на основі диплома молодшого спеціаліста).
- Документ про освіту — диплом бакалавра

| Шифр галузі | Найменування галузі знань | Напрям підготовки    | Код напряму підготовки |
| ----------- | ------------------------- | -------------------- | ---------------------- |
| 1101        | Ветеринарія               | ветеринарна медицина | 6.110101               |

### Освітньо-кваліфікаційний рівень «Спеціаліст» і «Магістр»
Період навчання (роки, кредити ЄКТС):
- Спеціаліст — 5-6 років за напрямом ветеринарія (300—360 ЄКТС)
- Магістр — 1-3 роки за напрямом ветеринарія

Документ про освіту:
- Спеціаліст — диплом спеціаліста
- Магістр — диплом магістра

| Шифр галузі | Найменування галузі знань | Освітньо-кваліфікаційний рівень спеціаліста                                | Освітньо-кваліфікаційний рівень спеціаліста | Освітньо-кваліфікаційний рівень магістра                                   | Освітньо-кваліфікаційний рівень магістра |
| ----------- | ------------------------- | -------------------------------------------------------------------------- | ------------------------------------------- | -------------------------------------------------------------------------- | ---------------------------------------- |
| Шифр галузі | Найменування галузі знань | найменування спеціальності                                                 | код спеціальності                           | найменування спеціальності                                                 | код спеціальності                        |
| Освіта      |                           |                                                                            |                                             |                                                                            |                                          |
| Ветеринарія |                           |                                                                            |                                             |                                                                            |                                          |
| 1101        | Ветеринарія               | ветеринарна медицина (за видами)                                           | 7.11010101                                  | ветеринарна медицина (за видами)                                           | 8.11010101                               |
| 1101        | Ветеринарія               | ветеринарно-санітарна експертиза, якість та безпека продукції тваринництва | 7.11010102                                  | ветеринарно-санітарна експертиза, якість та безпека продукції тваринництва | 8.11010102                               |
| 1101        | Ветеринарія               | ветеринарна гігієна та санітарія                                           | 7.11010203                                  | ветеринарна гігієна та санітарія                                           | 8.11010203                               |
| 1101        | Ветеринарія               | ветеринарна фармація                                                       | 7.11010204                                  | ветеринарна фармація                                                       | 8.11010204                               |
| 1101        | Ветеринарія               | лабораторна діагностика хвороб тварин                                      | 7.11010205                                  | лабораторна діагностика хвороб тварин                                      | 8.11010205                               |
| 1101        | Ветеринарія               | ветеринарна біотехнологія                                                  | 7.11010206                                  | ветеринарна біотехнологія                                                  | 8.11010206                               |

### Наукові спеціальності заВАКом
Згідно з шифрами наукових спеціальностей Вищої атестаційної комісії України (9 грудня 2010 Вищу атестаційну комісію України ліквідовано, поклавши її функції на Міністерство освіти і науки, молоді та спорту України) шифр і галузь науки були такими: «16 Ветеринарні науки»; про шифр спеціальності і спеціальність див. статтю: Таблиця: Коди спеціальностей за ВАКом

### Аспірантура
Період навчання ≥3 роки для здобуття наукового ступеня «Кандидат наук».

## Наукові ступені, вчені звання
Випускникам закладів ветеринарної освіти, яким присвоєна кваліфікація бакалавра ветеринарної медицини на основі захисту кваліфікаційної роботи, рішенням державної екзаменаційної комісії присуджують науковий ступінь бакалавра. Науковий ступінь магістра ветеринарних наук присуджують рішенням наукової ради закладу вищої освіти (факультету) особам, які мають кваліфікацію магістра або науковий ступінь бакалавра і захистили наукову кваліфікаційну роботу.
Наукові ступені кандидата і доктора ветеринарних наук присуджують спеціалізованими вченими радами закладів вищої ветеринарної освіти або науково-дослідних ветеринарних інститутів.
Вчені звання старшого наукового співробітника, доцента, професора присвоюються вченими радами закладів вищої освіти, науково-дослідних інститутів і затверджуються у встановленому порядку.
Спеціалістам ветеринарної медицини, які мають почесне звання, науковий ступінь бакалавра, магістра, кандидата або доктора наук і які працюють за спеціальністю, може встановлюватись грошова надбавка до посадового окладу.

### Галузь науки, з якої присуджують наукові ступені
| Шифр     | Галузь науки, група спеціальностей, спеціальність                          | Галузь науки, за якою присуджують науковий ступінь |
| -------- | -------------------------------------------------------------------------- | -------------------------------------------------- |
| 16       | ВЕТЕРИНАРНІ НАУКИ                                                          |                                                    |
| 16.00.01 | Діагностика і терапія тварин                                               | ветеринарні                                        |
| 16.00.02 | Патологія, онкологія і морфологія тварин                                   | ветеринарні                                        |
| 16.00.03 | Ветеринарна мікробіологія, епізоотологія, інфекційні хвороби та імунологія | ветеринарні                                        |
| 16.00.04 | Ветеринарна фармакологія та токсикологія                                   | ветеринарні                                        |
| 16.00.05 | Ветеринарна хірургія                                                       | ветеринарні                                        |
| 16.00.06 | Гігієна тварин та ветеринарна санітарія                                    | ветеринарні, сільськогосподарські                  |
| 16.00.07 | Ветеринарне акушерство                                                     | ветеринарні                                        |
| 16.00.09 | Ветеринарно-санітарна експертиза                                           | ветеринарні                                        |
| 16.00.10 | Ентомологія                                                                | ветеринарні, сільськогосподарські                  |
| 16.00.11 | Паразитологія                                                              | ветеринарні, медичні                               |
| 16.00.12 | Історія ветеринарії                                                        | ветеринарні                                        |

## Приватна практика
Ветеринарна приватна практика є видом господарської діяльності, що підлягає ліцензуванню. Юридичним або фізичним особам ліцензія видається Головним управлінням державної ветеринарної медицини України, Кримським республіканським, обласними управліннями державної ветеринарної медицини.
Ветеринарною практикою дозволяється займатися особам, які мають віповідну вищу або середню спеціальну освіту. Фельдшер ветеринарної медицини (технік) може займатись підприємницькою ветеринарною діяльністю лише під контролем лікаря ветеринарної медицини.

## Професійні свята ветеринарів
У низці країн відзначаються професійне свято ветеринарів. Так в Україні День працівників ветеринарної медицини відмічають з 2002 року щорічно у другу неділю серпня.